# サンリオワールドスマッシュボール!
『サンリオワールドスマッシュボール!』は、キャラクターソフトから1993年7月16日に発売されたスーパーファミコン用対戦型スポーツアクションゲーム。

## 概要
互いにボールを打ち合って相手のゴールへと入れる、エアホッケーとテニスが合わさったような2Dアクションゲーム。
ステージの攻略を目指す1P用モードと、プレイヤー同士の対戦がメインの2P用モードがある。

## 登場キャラクター
はすの上けろっぴ（けろけろけろっぴ）
ドーナツの池代表。すべての能力が平均的となるオールラウンダータイプ。
たあ坊（みんなのたあ坊）
 ???代表。シュート力は弱いが移動速度が速い。前後移動のスピードは一番を誇る。
本舗固 歩香本（ぽこぽん日記）
かちかち村代表。シュート力は弱めで、移動速度が高いのはたあ坊の特徴と似ているが、たあ坊との違いは左右の移動が速い。
またスマッシュゲージが全キャラクターの中で一番貯まる速度が速い。
ハンギョドン
中国代表。全体的に移動が遅いが、パワーは全キャラクターの中で一番強く、よりスピードのあるボールを打ちやすい。
ハローキティ
本作では審判役でノンプレイアブルキャラクター。どちらか一方がゴールをした後に、笛を鳴らしながら登場する。本作のパッケージには他のプレイアブルキャラクターと共にセンターで描かれている。
エバリブー
外の世界代表。性別：不明。性格：名前から想像するといつもいばっているようだ。
豚のような見た目のキャラクター。説明書ではシルエットとなっている。
全能力が平均以上となり、1P用モードでは実質的なボスの立ち位置。また隠し要素として本キャラクターを操作することができる。
1P用モードで特定のステージを攻略後の各ボーナスステージにて、このキャラクターとよく似ている的が登場する。
本キャラクターは本作以外での登場が確認されておらず、サンリオのホームページなどでも一切の記載がない。タイトル通りサンリオキャラクターが出てくる本作ではあるが、サンリオ公式のキャラクターなのかどうかは不明である。

## スタッフ
- エグゼクティブプロデューサー - いちごのおうさま
- プロデューサー - 吉田穂積、あきもとしゅうじ、いけだ こういち、あずみ ひろあき
- スペシャルサンクス - いそべ しんいち
- テストプレイ - みやぎひろし、たかとり みつはる、とみた あつし、いのうえ たくみ、いのうえ ひろこ
- ディレクター - 石原恒和、わたなべ たかし
- ゲームデザイン - 高橋由紀夫、大久保良一
- プログラム - 大久保良一
- グラフィック - 笠原健、たかはし ゆきお、さいとう やすのぶ
- サウンドプログラム - 三村和成
- 協力 - ひぐち こうじ、こばやし かおる
- 音楽 - 大久保高嶺